# Cellaria squamosa
Cellaria squamosa is een mosdiertjessoort uit de familie van de Cellariidae. De wetenschappelijke naam van de soort is voor het eerst geldig gepubliceerd in 1947 door Hastings.